# HepG2
HepG2 — клеточная линия гепатоцеллюлярной карциномы человека, полученная из тканей печени 15-летнего белого мужчины европеоидного происхождения с хорошо дифференцированной гепатоцеллюлярной карциномой. При морфологических исследованиях линия демонстрирует выраженный эпителиальный фенотип, модальное число хромосом 55 и не являются опухолегенными для голых мышей. Клетки линии секретируют множество мажорных белков плазмы крови, например альбумин, трансферрин, фибриноген, альфа-2-макроглобулин, альфа-1-антитрипсин, и плазминоген. Линия успешно пролиферировала в крупномасштабных системах культивирования. В клетках линии не выявлены поверхностные антигены вируса гепатита В.
В настоящее время клеточная линия используется в протеомных исследованиях и тестировании материалов для создания тканеинженерных конструкций.